# Низківка
Ни́зківка — село в Україні, у Сновській міській громаді Корюківського району Чернігівської області. Населення становить 402 осіб. До 2016 орган місцевого самоврядування — Низківська сільська рада.

## Історія
12 червня 2020 року, відповідно до розпорядження Кабінету Міністрів України № 730-р «Про визначення адміністративних центрів та затвердження територій територіальних громад Чернігівської області», увійшло до складу Сновської міської громади.
19 липня 2020 року, в результаті адміністративно-територіальної реформи та ліквідації Сновського району, село увійшло до складу Корюківського району.

## Роди
В 1858 р. місцева козацька громада складалася з 210 осіб, які належали до таких родів: Адієнко, Андрієнко, Бут, Виниченко, Грицанок, Дудка, Кравченко, Левенець, Леонтієв, Мандрика, Наливайко, Пантелієнко, Попович, Семиліт, Чепик, Шевченко.

## Сучасність
Восени 2008 відкрили меморіальний знак на честь односельців, які були вбиті голодом комуністичною владою.

## Населення

### Мова
Розподіл населення за рідною мовою за даними перепису 2001 року:
| Мова       | Кількість | Відсоток |
| ---------- | --------- | -------- |
| українська | 394       | 98.01%   |
| російська  | 8         | 1.99%    |
| Усього     | 402       | 100%     |